# Disimetría de sustentación
|                              |                           |
| lado de la pala en retroceso | lado de la pala de avance |

La disimetría de la sustentación: 2–20  (también conocido como «asimetría de la sustentación»: 342  o «elevación asimétrica») en aerodinámica de helicópteros  se refiere a una cantidad desigual de sustentación en lados opuestos del disco rotor. Es un fenómeno que afecta a los helicópteros de rotor único y a los autogiros en vuelo hacia adelante.
: 2–20  (también conocido como «asimetría de la sustentación»: 342  o «elevación asimétrica») en aerodinámica de helicópteros  se refiere a una cantidad desigual de sustentación en lados opuestos del disco rotor. Es un fenómeno que afecta a los helicópteros de rotor único y a los autogiros en vuelo hacia adelante.
Una pala del rotor que se mueve en la misma dirección que la aeronave se denomina «pala avanzada», y la pala que se mueve en la dirección opuesta se denomina «pala retrasada». Cuando se observan desde arriba, la mayoría de los rotores de los helicópteros estadounidenses giran en sentido antihorario, mientras que los helicópteros franceses y rusos giran en sentido horario. : 141 
Equilibrar la sustentación a lo largo del disco del rotor es importante para la estabilidad del helicóptero. La cantidad de sustentación generada por un perfil aerodinámico es proporcional al cuadrado de su velocidad aerodinámica (velocidad). En vuelo estacionario, las palas del rotor tienen la misma velocidad aerodinámica y, por lo tanto, la misma sustentación. Sin embargo, en vuelo hacia adelante, la pala avanzada tiene una velocidad aerodinámica mayor que la pala retrasada, lo que crea una sustentación desigual a lo largo del disco del rotor.: 1–104 

## Análisis

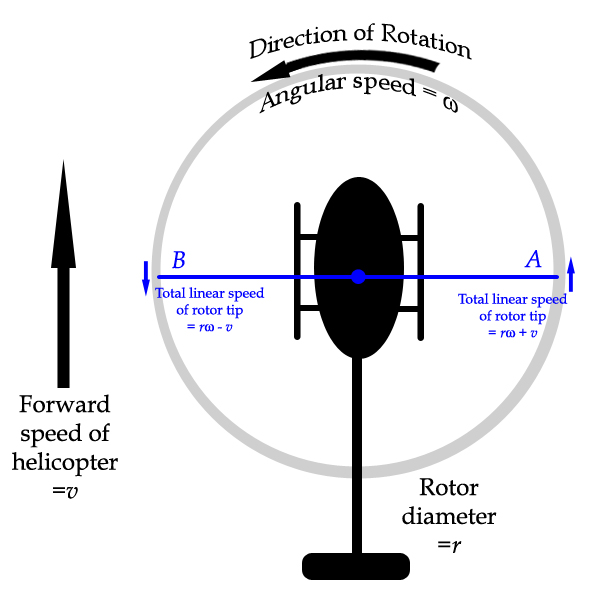
Disimetría de la sustentación en un helicóptero de estilo americano

Consideremos un helicóptero de un solo rotor en aire tranquilo. Para un helicóptero estacionario (en vuelo estacionario), cuyas palas de longitud «r» metros giran a ω radians por segundo, la punta de la pala se mueve a una velocidad «r»ω metros por segundo. A medida que giran las palas, la velocidad de las puntas de las palas con respecto al aire permanece constante.
Ahora imaginemos el helicóptero en vuelo hacia adelante, a «v» metros por segundo. La velocidad de la punta de la pala en el punto A del diagrama con respecto al aire es la «suma» de la velocidad de la punta de la pala y la velocidad de vuelo hacia delante del helicóptero: «r»ω+«v». Pero la velocidad de la punta de la pala en el punto B, con respecto al aire, es la «diferencia» entre su velocidad de rotación y la velocidad de vuelo hacia delante: «r»ω-«v».
Dado que la sustentación generada por un perfil aerodinámico aumenta a medida que aumenta su velocidad relativa con respecto al aire, en un helicóptero que se desplaza hacia delante, la punta de la pala en la posición A produce más sustentación que en el punto B. Por lo tanto, el disco del rotor produce más sustentación en el lado derecho que en el izquierdo (en un helicóptero de estilo americano). Este desequilibrio es la llamada «disimetría de la sustentación».

## Efectos
La disimetría de la sustentación provoca una inclinación hacia atrás, no un giro. : 2–20 
A velocidades muy altas hacia delante, la pala que retrocede no tiene suficiente velocidad aerodinámica para mantener la sustentación, una condición denominada retroceso de la pala. Esto hace que el helicóptero gire hacia el lado que retrocede y se incline hacia arriba. Esta situación, si no se reconoce inmediatamente, puede provocar una pérdida grave de la controlabilidad de la aeronave. El estancamiento de la pala en retroceso es un factor que determina la velocidad máxima hacia delante del helicóptero, la velocidad nunca superada (VNE).
A velocidades muy altas hacia delante, la pala que avanza puede alcanzar la velocidad supersónica. Este es otro factor que determina la velocidad nunca superada.

## Contramedidas
La disimetría de la sustentación se contrarresta reduciendo el ángulo de ataque de la pala que avanza y aumentando el ángulo de ataque de la pala que retrocede. Esto se consigue mediante el aleteo de las palas y el ciclo de inclinación.
El aleteo de las palas es el principal medio para contrarrestar la disimetría de la sustentación.: 2–14  Las palas del rotor están diseñadas para batir: la pala que avanza bate hacia arriba y desarrolla un ángulo de ataque menor debido a un cambio en los vectores del viento relativo, produciendo así menos sustentación que una pala rígida. Por el contrario, la pala que retrocede bate hacia abajo, desarrolla un ángulo de ataque mayor debido a un cambio en los vectores del viento relativo y genera más sustentación. El aleteo da lugar al flapback, una inclinación hacia atrás del disco del rotor.
La disimetría de la sustentación también se contrarresta mediante el aleteo cíclico, es decir, un cambio en el ángulo de incidencia de las palas del rotor a medida que giran alrededor del cubo.
Hay un límite en cuanto a los cambios en el ángulo de ataque que pueden contrarrestar la disimetría de la sustentación. Esto impone un límite a la velocidad máxima de avance del helicóptero.

## Rotores dobles
En los helicópteros con rotores coaxiales, los dos discos rotores giran en sentidos opuestos. La disimetría de la sustentación de un disco rotor se cancela con la disimetría de la sustentación del otro disco rotor.
Los helicópteros de rotores en tándem, como el CH-47 Chinook, siguen sufriendo la disimetría de la sustentación, ya que los rotores están desplazados entre sí. Los helicópteros de rotor tándem están equipados con sistemas automáticos de orientable. A bajas velocidades, el aleteo de las palas compensa la disimetría de la sustentación. A medida que aumenta la velocidad, normalmente por encima de los 70 nudos, estos sistemas permiten una actitud más nivelada del fuselaje, lo que reduce las tensiones en los mecanismos de accionamiento del rotor.: 1–112 